# Muftí

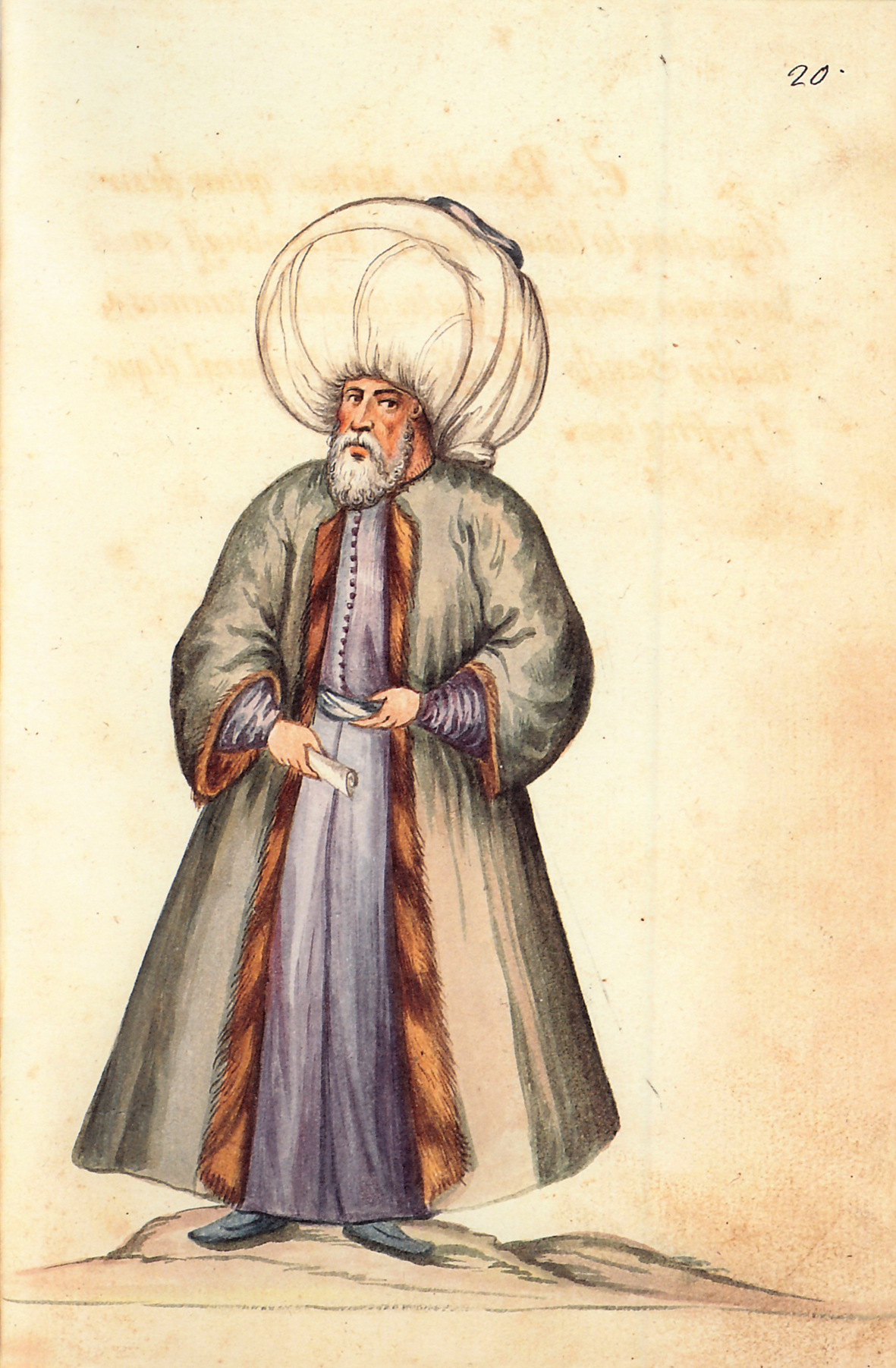
Muftí turco, dibujo español del, Biblioteca Apostólica Vaticana.

Un muftí (en árabe: مفتى ) es un jurisconsulto musulmán suní.
En los países cuyo sistema político está basado oficialmente en el islam —como Arabia Saudita— o donde la legislación tiene como una de sus fuentes a la ley islámica —como Egipto—, los muftíes, y especialmente la figura conocida como «gran muftí», asesoran a los órganos judiciales y legislativos. Sin embargo, y dada la descentralización característica del islam, en rigor las fetuas dictadas por un muftí no son de obligado cumplimiento para ningún musulmán excepto para el propio muftí y para quienes voluntariamente se sitúan bajo su égida. 
En el islam chií, la función de los muftíes la realizan los muchtahid.

## Clasificaciones
Un muftí generalmente pasa por un comité de expertos («iftaa») para que pueda determinar si cumple las siguientes condiciones con el fin de que pueda ser capaz de emitir dictámenes (fetuas):
1. dominio de los principios de la jurisprudencia islámica;
2. dominio del hadiz;
3. dominio de los objetivos de la ley islámica (Maqasid ash-Shari'ah);
4. dominio de las máximas legales;
5. dominio de la  comparación entre las religiones;
6. dominio de los fundamentos de las ciencias sociales;
7. conocedor del árabe; y
8. tener suficiente conocimiento de la realidad social.